# ソラヤマいしづち
株式会社ソラヤマいしづちは、愛媛県西条市大町に本社を置き、石鎚山周辺の地方自治体などが出資する地域観光サービス統括会社。

## 概要
「石鎚山」を中心とした系及びその周辺地域が有する観光資源ポテンシャルを最大限に引き出し、高い訴求力を持った集客コンテンツに昇華させ、それらを組み合わせツアー商品化し、自ら販売する機能を有する地域観光サービス統括会社として設立された。 
石鎚山周辺の愛媛県西条市･久万高原町、高知県いの町･大川村の他、地元企業（地方銀行・地元テレビ局等）などが出資している。
2019年2月1日、事務所の開所式が行われ、社長を務める西条市の玉井市長は「石鎚ブランドを確立し、地域の自然や文化を活用した観光振興につなげたい」とあいさつした。

## 沿革
- 2018年11月 - 「株式会社ソラヤマいしづち」を設立。
- 2019年
  - 2月 - 事務所開所。
  - 8月 - いしづち編集学校が開校。
- 2020年1月 - 日本版DMO候補法人に登録。
- 2021年3月 - クラブツーリズムと「石鎚山系広域観光におけるテーマ別観光促進のための包括連携協定」を締結[3]。